# Polystichum biaristatum
Polystichum biaristatum là một loài thực vật có mạch trong họ Dryopteridaceae. Loài này được (Blume) T. Moore miêu tả khoa học đầu tiên năm 1858.